# Замок Вольфурт
Замок Вольфурт (нем. Schloss Wolfurt) — средневековый замок недалеко от австрийской коммуны Вольфурт (федеральная земля Форарльберг); впервые упоминается в документах за 1217 и 1226 годы. В 1402 году монастырь Мерерау приобрел половину замка и замок стал летней резиденцией для аббатов монастыря. В 1451 году замок перешёл к Австрии. Около 1707 года интерьеры замка были перестроены в стиле барокко. После Второй мировой войны замок являлся временной резиденцией главы французского военного правительства Форарльберга. В 2017 году муниципальный совет Вольфурта принял решение выкупить замок у частных собственников.

## История
Замок Вольфурт впервые упоминается в документах в 1217 и 1226 годах, но он был построен значительно раньше: замок был возведён для защиты региона и местных органов власти. Он являлся резиденцией лордов Вольфурта. В 1402 году аббатство Мерерау приобрел половину замка у представителей рода Вольфурт и замок стал летней резиденцией для аббатов монастыря. В 1451 году замок перешёл в собственность к австрийским правителям: он стал феодальным владением аристократических семей из Брегенца.
В период Реформации, в 1530 году, настоятель монастыря Санкт-Галлена Килиан Германн (1485—1530) купил замок и бежал сюда из города. После него в замке жил аббат Дитгельм Бларер фон Вартензее, занимавший свой пост с 1530 по 1564 год. Около 1707 года интерьеры замка были перестроены в стиле барокко. После 1856 года купец из Брегенца, являвшийся собственником замка, провёл ремонт в неороманском стиле. Дальнейшие ремонтные работы проводились начиная с 1937 года — они велись по проекту швейцаро-австрийского архитектора Иоганна Антона Чарнера (1880—1955). В 1945—1953 годах замок являлся временной резиденцией главы французского военного правительства Форарльберга. В марте 2017 года муниципальный совет Вольфурта принял решение выкупить замок у частных собственников за 4,1 миллиона евро.